# Joan de Nicea
Joan de Nicea fou arquebisbe de Nicea abans del segle xi.
Va escriure una Epistola de Natixitale Domini ad Zachariam in Catholicum Armoeniae, que fou publicada en versió llatina al llibre Bibliothecae Graecorum patrum auctarium novissimum de François Combefis (París, 1672. Vol. 2. pag. 298).